# ساوت کیو
ساوت کیو (به انگلیسی: South Cave) یک منطقهٔ مسکونی در انگلستان است که در یورکشایر و هامبر واقع شده‌است.

## نگارخانه

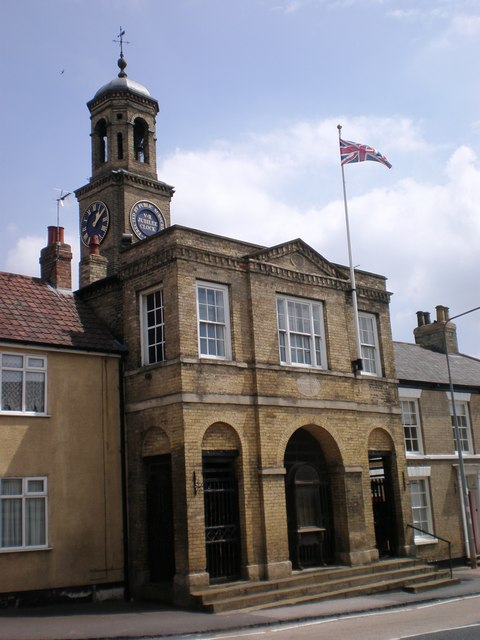
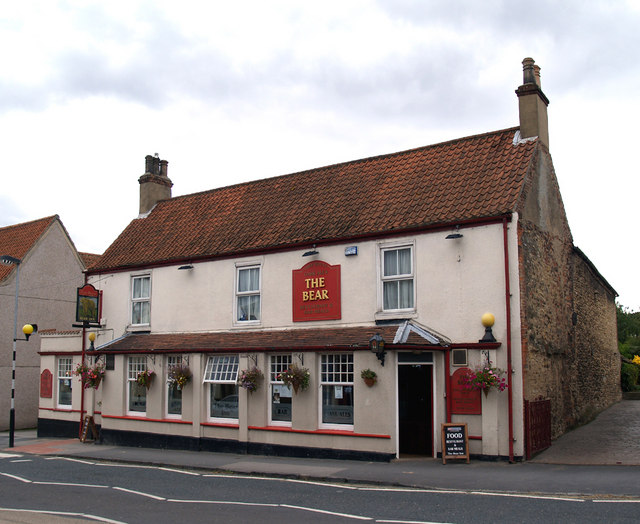
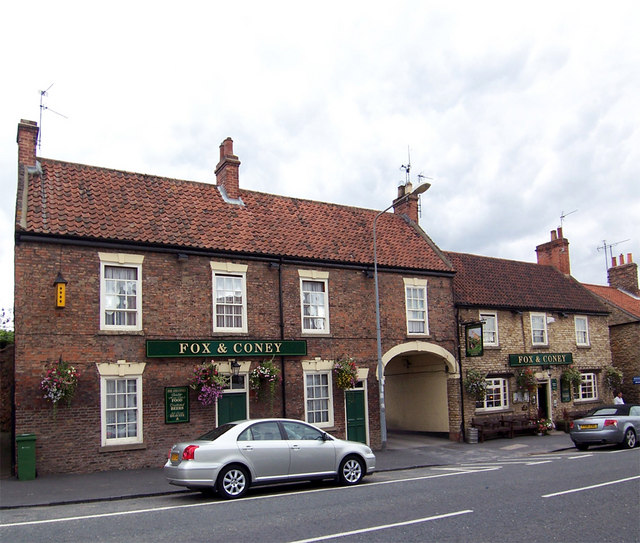
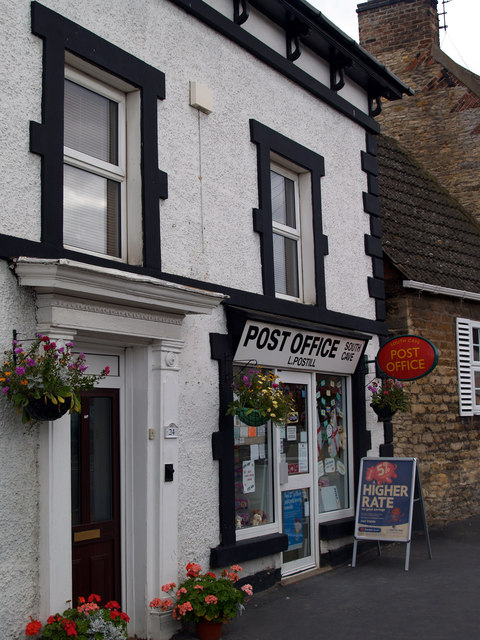

## خصوصیات
ساوت کیو ۴٬۸۲۳ نفر جمعیت دارد.